# Lolek și Bolek în Vestul Sălbatic (film)
Lolek și Bolek în Vestul Sălbatic (în poloneză Bolek i Lolek na Dzikim Zachodzie, în traducere „Bolek și Lolek în Vestul Sălbatic”) este un film de animație polonez pentru copii din 1986, realizat în stilul filmelor western și inspirat din serialul de animație cu același titlu din 1972 de către Studioul de filme de animație⁠(d) (Studio Filmów Rysunkowych) din Bielsko-Biała. Este ultimul film de animație cu Lolek și Bolek în rolurile principale.
Filmul de animație folosește fragmente din episoadele serialului de animație original din 1972, cu acordul deținătorilor drepturilor de autor: Roman și Jan Nehrebecki, fiii lui Władysław Nehrebecki⁠(d) (creatorul personajelor, care decedase în 1978), și fragmente realizate ulterior. Acțiunea filmului prezintă lupta băieților curajoși Lolek și Bolek cu periculosul bandit Jimmy Pif-Paf, cunoscut deja din Lolek și Bolek în jurul lumii (1977). Peripețiile care însoțesc aceste lupte sunt amuzante și periculoase, dar se termină întotdeauna cu victoria micilor eroi. Regizorul acestui film a fost Stanisław Dülz⁠(d), care a regizat trei din cele șapte episoade ale serialului omonim cu Lolek și Bolek.

## Rezumat
Lolek și Bolek ajung, după o lungă călătorie, într-un oraș din Vestul Sălbatic. Îl întâlnesc acolo pe șerif și pe banditul periculos Jimmy Pif-Paf (care jefuise anterior un vagon poștal) în spatele gratiilor. A doua zi are loc un concurs de rodeo în care concurenții trebuie să încalece și să călărească un cal roib neîmblânzit. Lolek câștigă concursul și primește ca premiu acel cal, spre invidia vechiului cal alb, cu care cei doi băieți călătoriseră până atunci. În acest timp, Pif-Paf reușește să evadeze din închisoare. Când se lasă noaptea, banditul se strecoară în grajd, fură calul câștigat de Lolek și fuge din oraș. Cei doi băieți și șeriful observă în dimineața următoare că Jimmy și calul „lui” au dispărut. Bolek pornește pe urmele banditului, dar încercarea lui de a-l prinde eșuează. Pif-Paf se întoarce apoi în oraș și jefuiește banca.
Cei doi băieți pornesc curajoși în urmărirea fugarului pentru a-și recupera calul și a salva orașul de răufăcător. Fugarul este urmărit necontenit prin prerie, canioane și munți stâncoși, unde întâlnește șerpi cu clopoței, pume și vulturi pleșuvi. Băieții trec prin mai multe peripeții, dar reușesc în cele din urmă să-l găsească și să îl prindă pe bandit, pe care îl predau apoi șerifului. Pif-Paf trimite un mesaj unui vechi tovarăș, pistolarul Johnny, care vine în oraș și încearcă să-l salveze, dar, după un schimb de focuri de revolver, acesta din urmă este capturat la rândul său cu ajutorul lui Bolek și Lolek și trimis în spatele gratiilor. Cei doi băieți părăsesc apoi Vestul Sălbatic într-o stare de bună dispoziție.

## Distribuție
- Ilona Kuśmierska⁠(d) — Bolek, băiatul cu părul negru, tricou galben și pantaloni scurți roșii
- Danuta Przesmycka⁠(d) — Lolek, băiatul cu păr mai rar, cămașă albă și pantaloni mov, fratele mai mic al lui Bolek
- Piotr Fronczewski⁠(d) — banditul Jimmy Pif-Paf
- Janusz Rewiński⁠(d) — șeriful
- Krzysztof Krupiński — pistolarul Johnny, camaradul banditului (nemenționat)
- Andrzej Gawroński — negustorul (nemenționat)
- Leopold Matuszczak⁠(d) — fierarul (nemenționat)
- Henryk Łapiński — proprietarul magazinului (nemenționat)
- Krzysztof Nowik — bărbierul (nemenționat)
- Zbigniew Poręcki⁠(d) — coșarul (nemenționat)
- Dorota Lanton⁠(d) (nemenționat)

## Producție
Scenariul filmului a fost scris de Adam Hajduk, Leszek Mech⁠(d) și Andrzej Orzechowski⁠(d), iar dialogurile au fost create de Jacek Janczarski⁠(d). Filmul a fost produs de Studioul de filme de animație⁠(d) (Studio Filmów Rysunkowych) din Bielsko-Biała și a fost regizat de Stanisław Dülz⁠(d), care a regizat trei din cele șapte episoade ale serialului omonim cu Lolek și Bolek.
Imprimarea dialogurilor a fost realizată la Studio Opracowań Filmów din Varșovia⁠(d) sub supravegherea regizoarei Maria Piotrowska⁠(d). Lungimea peliculei este de 1946 de metri, iar durata filmului este de 68 de minute.